# Wanica
Wanica é um dos dez distritos do Suriname, com uma área de apenas 443 km². No entanto, com uma população de 86 814 habitantes  (2012), é o segundo mais densamente povoado e urbanizado do país. Delimita a este com o rio Suriname e Paramaribo, a oeste com Saramacca, a norte com Paramaribo e a sul com Para.
A capital do distrito, originalmente chamada Kofi-Djompo, teve o seu nome mudado para Lelydorp em 1905, em homenagem ao arquitecto e engenheiro holandês Cornelis Lely, governador do Suriname e responsável por muitos projectos de construção de grande envergadura nos Países Baixos.

## Economia
Em 1968 foi construída em SantoBoma uma nova penitenciária, que substituiu a existente em Fort Zeelandia e que se encontra ainda em funcionamento.
Também em SantoBoma teve lugar na década de 1960 um projecto agrícola, com o objectivo de proporcionar aos pequenos agricultores parcelas para cultivo de árvores de fruto. Embora o projecto não tenha alcançado o êxito esperado, estas pequenas parcelas contribuem para a subsistência da maior parte da população até ao dia de hoje.

## Subdivisões
O distrito está subdivido em 8 localidades (em neerlandês:ressorten):
- De Nieuwe Grond
- Domburg
- Houttuin
- Koewarasan
- Kwatta
- Lelydorp
- SantoBoma
- Saramacca Polder

## Note
1. ↑  Wanica Mapas